# Corticaria pubescens
Corticaria pubescens är en skalbaggsart som först beskrevs av Leonard Gyllenhaal 1827.  Corticaria pubescens ingår i släktet Corticaria, och familjen mögelbaggar. Arten är reproducerande i Sverige.